# Referendum niepodległościowe w Timorze Wschodnim
Referendum niepodległościowe w Timorze Wschodnim odbyło się 30 sierpnia 1999 roku. Referendum zorganizowano na wniosek prezydenta Republiki Indonezji Jusufa Habibie. Mieszkańcy ówczesnej prowincji Timor Wschodni mieli zdecydować o ewentualnym nadaniu autonomii dla regionu, bądź separacji od Indonezji. Referendum zostało przeprowadzone pod auspicjami ONZ.

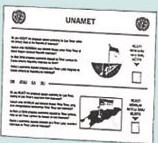
Karta do głosowania

## Propozycja autonomii
W maju 1999 roku władze indonezyjskie i portugalskie podpisały wspólny dokument określający ramy autonomii dla prowincji. Według założeń przedstawionych w dokumencie, Timor Wschodni miał pozostać częścią Indonezji jako Specjalny Region Autonomiczny Timoru Wschodniego (SARET). Region miał posiadać własną egzekutywę (w postaci gubernatora wybieranego przez organ legistlacyjny SARET), parlament, władzę sądowniczą oraz siły policji. Rząd Indonezji miał w dalszym ciągu sprawować kontrolę nad polityką zagraniczną i obronną, prawem dotyczącym zatrudnienia oraz nad sprawami fiskalnymi.

## Pytania referendalne
Pytania referendalne brzmiały następująco:
1. Czy akceptujesz proponowany status specjalnej autonomii Timoru Wschodniego, pozostającego częścią unitarnej Republiki Indonezji?
2. Czy odrzucasz proponowany status specjalnej autonomii Timoru Wschodniego, którego następstwem jest separacja od Indonezji?

## Wyniki
W referendum wzięło udział około 99% z 450 tysięcy osób uprawnionych do głosowania. Zdecydowana większość głosujących (niecałe 80%), odrzuciła propozycję rządu w Dżakarcie, opowiadając się tym samym za pełną niepodległością.

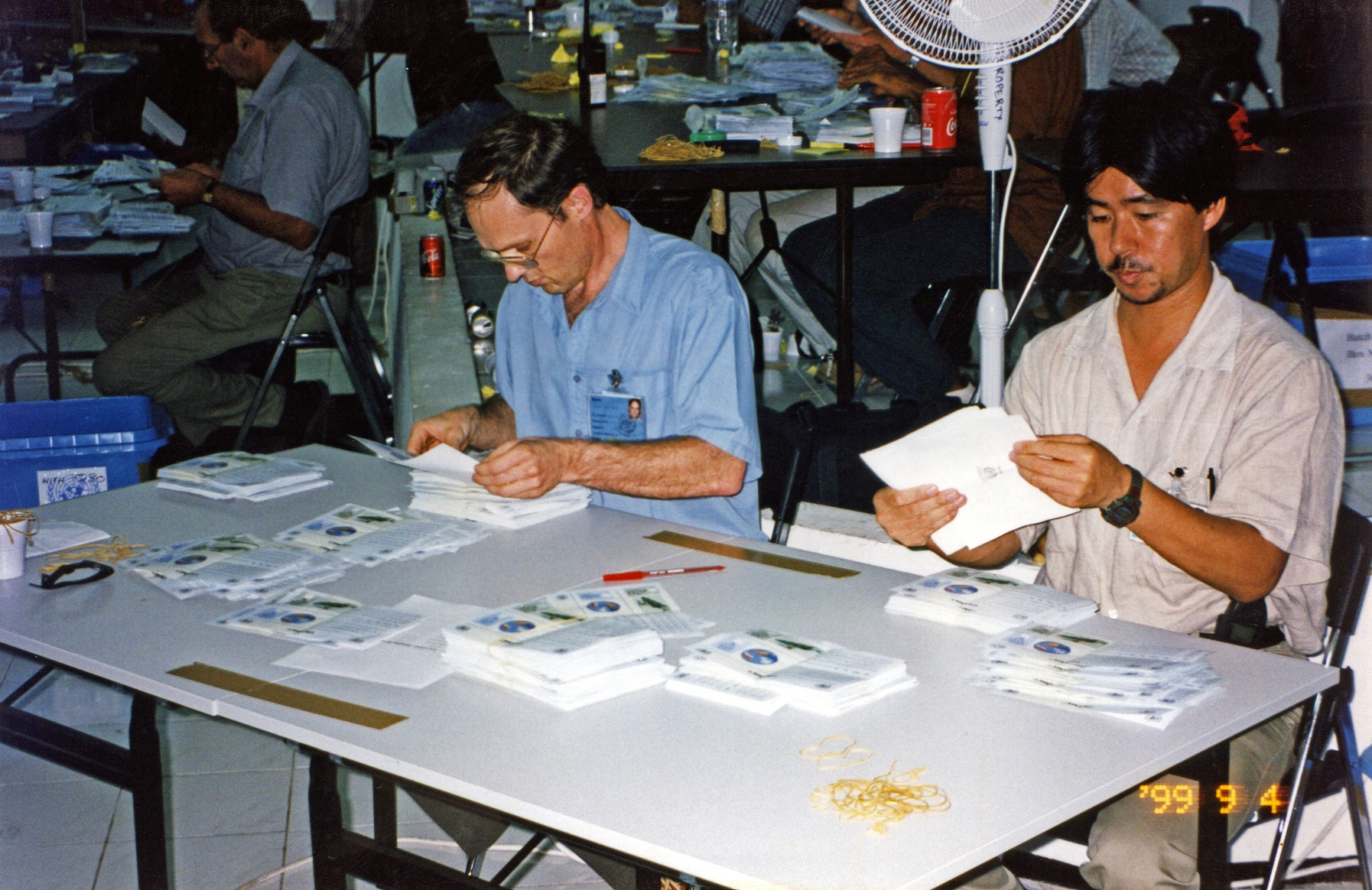
Liczenie głosów

| Opcja wyboru           | Ilość głosów | %     |
| ---------------------- | ------------ | ----- |
| Za                     | 94 388       | 21,50 |
| Przeciw                | 344 580      | 78,50 |
| Łącznie                | 438 968      | 100   |
| Zarejestrowani wyborcy | 451 792      | 98.60 |
| Źródło: ONZ            |              |       |

## Po referendum
Dnia 19 października 1999, parlament indonezyjski uznał wyniki referendum. Fakt ten oznaczał anulowanie decyzji z dnia 17 sierpnia 1976 roku, kiedy to reżim generała Suharto podjął decyzję o włączeniu Timoru Wschodniego w skład Indonezji. Zgodnie z uchwałą Rady Bezpieczeństwa z dnia 25 października, terytorium byłej prowincji znalazło się pod tymczasowym zarządem ONZ. Kierowane przez Australię Międzynarodowe Siły w Timorze Wschodnim (INTERFET), miały zostać zastąpione przez Tymczasową Administrację Organizacji Narodów Zjednoczonych w Timorze Wschodnim (UNTAET). Tymczasowym administratorem został brazylijski dyplomata Sérgio Vieira de Mello.
Ogłoszenie wyników referendum wywołało również niepokoje społeczne w Timorze Wschodnim. Wycofujące się oddziały indonezyjskiej armii celowo niszczyły budynki i timorską infrastrukturę. Mieszkańców terroryzowały również islamskie bojówki, składające się głównie z przesiedleńców indonezyjskich, którzy sprzeciwiali się niepodległości regionu. Według szacunków od 1400 do 2000 osób straciło życie w wyniku starć. 
Ostatecznie 22 maja 2002, Timor Wschodni ogłosił niepodległość.